# Junior Flemmings
Junior Flemmings (ur. 16 stycznia 1996 w Kingston) – jamajski piłkarz grający na pozycji napastnika lub skrzydłowego w klubie Chamois Niortais, do którego jest wypożyczony z Toulouse FC oraz w reprezentacji Jamajki.

## Kariera
Flemmings rozpoczynał swoją karierę w klubie Tivoli Gardens. W 2011 udał się na obóz piłkarski młodzieżowej drużyny Valencia. W latach 2016–17 występował w drugiej drużynie New York Red Bulls. Potem grał w klubach z niższych lig Stanów Zjednoczonych. W 2022 wyjechał do Francji. Grał w barwach Toulouse FC, z którą wygrał Ligue 2 w sezonie 2021/22. W 2023 został wypożyczony do Chamois Niortais.
W dorosłej reprezentacji Jamajki zadebiutował 23 czerwca 2017 w meczu z Gujaną Francuską. Pierwszą bramkę w kadrze zdobył 12 października 2019 przeciwko Arubie. W 2017 zdobył Puchar Karaibów. Znalazł się w kadrze na Złoty Puchar CONCACAF 2019 i 2021.